# Georgette Brenez
Pour les articles homonymes, voir Brenez.
Georgette Brenez, épouse Brotcorne (Tertre, le 5 novembre 1930- Ath, le 9 janvier 2010) est une femme politique belge, membre du Parti socialiste.
Elle fut employée (1948-1952), directrice de colonies de vacances, ouvrière en usine, bénévole; secrétaire (1959), puis présidente régionale (1985) des Femmes Prévoyantes Socialistes (Tournai-Ath), puis présidente nationale (1990); vice-présidente provinciale de l' Œuvre nationale de l'Enfance, membre du Comité supérieur de l'ONE et de la Famille.

## Carrière politique
- conseillère communale d'Ath (1971-1997)
  - échevine (1971-1997)
  - bourgmestre ff. (1992-1994, 1997)
- députée (1974-1985)
  - membre du Conseil régional wallon (1980-1985)